# WEA Music
WEA Music es una compañía discográfica, actualmente propiedad de Warner Music Group, esta es la mayor distribuidora musical del Warner Music. Se creó en la década de 1970 como resultado del cambio de las leyes antimonopolio de la época.
Se creó a partir de la fusión de 3 sellos discográficos dominantes en América, estos son Warner Bros. Records, Elektra Entertainment y Atlantic Records, como WEA Corp. Warner-Elektra-Atlantic.
En julio de 1971 la nueva empresa distribuidora fue incorporada en el negocio como Warner-Elektra-Atlantic Distributing Corp. (WEA). El jefe de publicidad y mercadotecnia de Warner Music, Joel Friedman asumió la dirección interna de WEA en Estados Unidos. La dirección global internacional de WEA fue dirigida por el turco Neshui Ertegun hasta su jubilación en 1987. En 1975 un acuerdo de distribución con Island Records para el mercado estadounidense resultó ser una jugada maestra y trajo consigo variadas ventaja a Warner Music. En la década de 1980 WEA respaldó y distribuyó a los grandes artistas como Bob Marley, U2 y Tom Waits. La relación terminó cuando los proyectos de Island Records pasaron a manos de PolyGram en 1989.
En 1989 se anunció que Warner Communications fue fusionada con Time Inc., una operación que se completó en 1990. Tras la fusión, WEA siguió en la adquisición de contratos de distribución con distintos sellos del mundo entero como CGD Records de Italia.
En 1991 WEA fue renombrado como Warner Music siendo esta quien quedaría al mando de las operaciones.
- Datos: Q18814787